# Колос (Буда-Кошелёвский район)
Колос (бел. Колас) — посёлок в Широковском сельсовете Буда-Кошелёвского района Гомельской области Белоруссии.

## География

### Расположение
В 20 км на восток от районного центра и железнодорожной станции Буда-Кошелёвская (на линии Жлобин — Гомель).

### Гидрография
На востоке, севере и западе мелиоративные каналы.

## Транспортная сеть
Транспортные связи по просёлочной дороге, затем по шоссе Довск — Гомель. Застройка деревянная, усадебного типа, вдоль деревенской дороги.

## История
Основан в начале XX века переселенцами из соседних деревень. Наиболее активная застройка приходится на 1920-е годы. В 1926 году в Липском сельсовете Уваровичского района Гомельского округа. В 1929 году жители посёлка вступили в колхоз. В 1959 году в составе совхоза «Коминтерн» (центр — деревня Широкое).

## Население

### Численность
- 2004 год — 6 хозяйств, 13 жителей.

### Динамика
- 1925 год — 11 дворов, 50 жителей.
- 1959 год — 32 жителя (согласно переписи).
- 2004 год — 6 хозяйств, 13 жителей.